# Rimae Sosigenes
Rimae Sosigenes – grupa rowów  na powierzchni Księżyca o średnicy około 190 km. Znajduje się na zachodnim brzegu Mare Tranquillitatis, na współrzędnych selenograficznych ☾ 8,6°N 18,7°E/8,600000 18,700000. Nazwa tego systemu kanałów została nadana w 1964 roku przez Międzynarodową Unię Astronomiczną i pochodzi od pobliskiego krateru Sosigenes.